# 錦文流
錦 文流（にしき ぶんりゅう、生没年未詳）は、浄瑠璃・浮世草子作者。姓は山村氏だが、出自や家系は未詳。文流は号。錦頂子とも号した。

## 来歴
出自や来歴はほとんどが不明であるが、元禄4年（1691年）8月成立『元禄難波前句附集』に井原西鶴などとともに、大阪談林系の雑俳前句付点者として、名前が確認できる。なお、この頃までに竹本義太夫のために『本海道虎石』を制作している。元禄5年（1692年）10年には上京しており、元禄9年（1696年）4月頃まで醍醐寺の僧侶として過ごし、俳諧は池西言水についた。
当時流行した出羽座の座付作者として活躍するが、出羽座の衰退に伴って、竹本座で浄瑠璃の制作にあたるも、近松門左衛門が竹本座の座付作者として迎えられたため、宝永年間には改題偽版本や再版本を扱う松寿堂万屋彦太郎の専属作者となる。正徳年間には松寿堂も衰退したため、享保期にかけて雑俳前句付点者となり、再興後の豊竹座や曾根崎芝居で浄瑠璃を制作する。しかし、豊竹座でも紀海音が座付作者となり、文流の文学活動は終わった。

## 作品
浄瑠璃の各座や出版書肆が興亡する中、器用に対応しながら制作を続けた職業作家である。そのため、浄瑠璃では舞台技巧や趣向を用いた作品が、浮世草子では時事的事件を扱った好色的作品が多いとされ、大衆に迎合した作風と評される。一方で、曲亭馬琴は、錦文流の浮世草子『棠大門屋敷』巻4の1「親の心子知らず」を典拠とする「血合わせ」を、自らの読本・合巻で度々利用しており、後世への影響は少なくない。
浄瑠璃
- 『国仙野手柄日記』（元禄14年）
- 『傾城八花形』（元禄15年）
- 『高名大福帳』（宝永元年）
- 『男色賀茂侍』（宝永元年）
- 『心中恋の中道』（正徳5年）
- 『熊野権現烏牛王』（享保4年）

浮世草子
- 『棠大門屋敷』（宝永2年）
- 『当世乙女織』（宝永3年）
- 『熊谷女編笠』（宝永3年）
- 『本朝諸士百家記』（宝永6年）
- 『徒然時勢粧』（享保6年）